# Flor-de-Lis
Flor-de-Lis – portugalski zespół muzyczny wykonujący muzykę folkową założony w 2004 roku.

## Historia zespołu
W marcu 2009 roku zespół wygrał z utworem „Todas as ruas do amor” finał krajowych eliminacji eurowizyjnych, dzięki czemu reprezentował Portugalię w 54. Konkursie Piosenki Eurowizji. W finale konkursu zajął piętnaste miejsce z 57 punktami na koncie. W czerwcu 2010 roku ukazał się debiutancki album studyjny zespołu zatytułowany Signo Solar.

## Dyskografia

### Albumy studyjne
- Signo Solar (2010)